# Coral Bracho
Coral Bracho (Cidade do México, 1951) é uma poeta, tradutora e acadêmica mexicana.

## Vida e obra
Nascida na Cidade do México em 22 de maio de 1951, Coral terminou sua educação básica na Inglaterra e na França, e se graduou em Língua e Literatura Hispânica na Universidade Nacional Autônoma do México (UNAM).
No Brasil foi publicado o volume Rastros de Luz (2004), com tradução de Josely Vianna Baptista, que reúne três de seus livros: "Peixes de Pele Fugaz" (1977), "O Ser que Vai Morrer" (1982) e "Terra de Entranha Ardente" (1992). Poemas seus foram incluídos na antologia O Jardim de Camaleões, organizado por Cláudio Daniel e apresentado por José Kozer e Haroldo de Campos. Em 2007 esteve no Brasil, participando do Tordesilhas - Festival ibero-Americano de Poesia.
Sua poesia é conhecida como uma das mais relevantes dentro do neobarroco latinoamericano.
Publicou os seguintes livros:
- Peces de piel fugaz (1977)
- Reeditado como Huellas de luz (1994)
- El ser que va a morir (1982), vencedor do Premio Nacional de Poesía Aguascalientes
- Bajo el destello líquido (1988)
- Tierra de entraña ardiente (1992)
- Jardín del mar (1993)
- Los amigos primero (1994)
- La voluntad del ámbar (1998)
- Ese espacio, ese jardín (2003)
- Cuarto de hotel (2007)
- Se ríe el emperador (2010)
- ¿A donde fue el Ciempiés? (2007)